# Красные (партия, Норвегия)
«Красные» (букмол Rødt, нюнорск Raudt) — леворадикальная политическая партия в Норвегии. Учреждена в 2007 году в результате объединения Рабочей коммунистической партии (РКП) и Красного избирательного альянса (РВ). Первый лидер партии «Красных» — Торстейн Дале, ранее являвшийся лидером РВ.
Партия была крупнейшей непарламентской партией Норвегии, располагающей 90 депутатами местных советов, пока на парламентских выборах 2017 года не прошла в Стортинг. Партия принимает участие в работе «Европейских антикапиталистических левых».

## Формирование партии
Партия «Красные» была создана на объединительной конференции двух леворадикальных норвежских партий, проходившей 10—11 марта 2007 года в Осло. Задачей объединения объявлялось создание серьёзной левой силы в норвежской политике. 

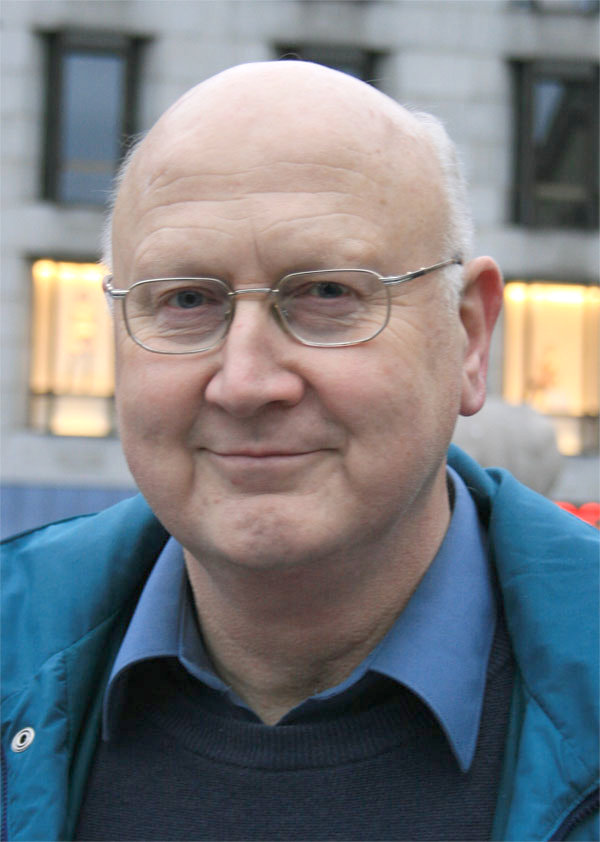
Торстейн Даль, лидер партии в 2007—2010 годах

Лидер «Красных» Торстейн Дале заявил, что новая партия «будет открытой и широкой партией, которая заполнит политическое пространство слева от правительства» (включающего Норвежскую рабочую партию, Партию Центра и Социалистическую левую партию).
Большинство основателей партии происходили из маоистской политической традиции, но в неё вступили также троцкисты («Международные социалисты» и часть Международной лиги Норвегии) и радикальные демократические социалисты.
Молодёжной организацией новой партии стало движение «Красная молодёжь», являвшееся до 2007 года молодёжным крылом как РКП, так и РВ. Лидером движения является Мари Эйфринг (Mari Eifring).

## Деятельность
23 июля 2007 года лидер партии Торстейн Дале стал предметом внимания СМИ. Он заявил, что движение «Талибан» и другие афганские повстанческие движения имели полное право на боевые действия против норвежских военнослужащих, действовавших в рамках Международных сил содействия безопасности в Афганистане.
В сентябре 2007 года партия впервые участвовала в проходивших одновременно губернских и муниципальных выборах. Официально партия все ещё участвовала под именем Красного избирательного альянса. На губернских выборах «Красные» получили 2,1 % голосов и восемь кресел в губернских парламентах. На муниципальных выборах партия получила поддержку 1,9 % избирателей. В городе Рисёр (губерния Эуст-Агдер), где партия набрала 13,7 % голосов, кандидат от «Красных» Кнут Хеннинг Тигесен победил на мэрских выборах.
На парламентских выборах в 2009 году партия «Красные» в общей сложности набрала 1,3 % голосов. Лучшие результаты были зарегистрированы в Осло (4 %) и Хордаланне (2,5 %).

В 2010—2012 годах лидером партии была Турид Томассен.

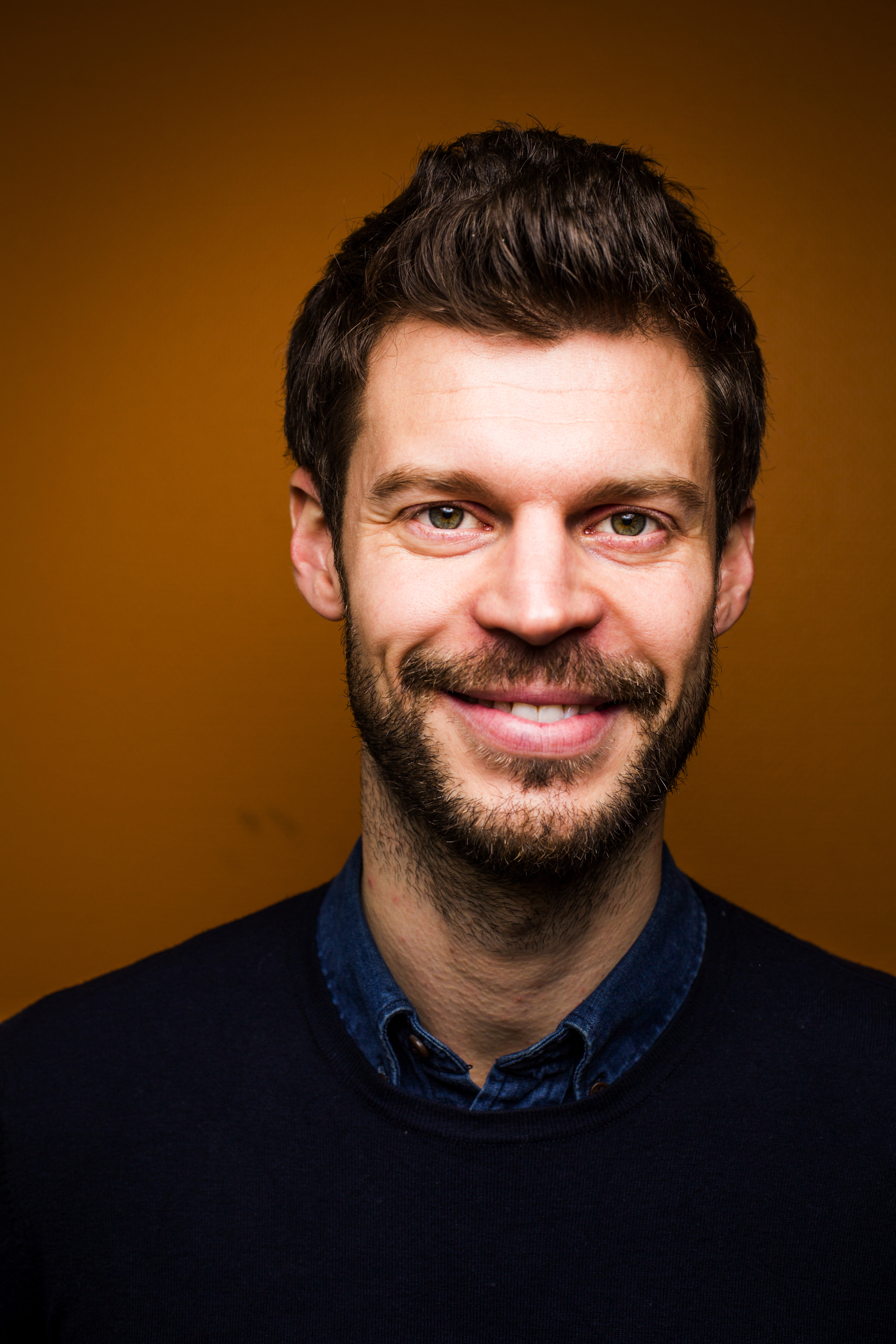
Бьёрнар Мокснес, лидер партии в 2012—2023 годах

В 2012 году новый лидер партии Бьёрнар Мокснес на вопрос о демократии ответил, что «свобода слова, свобода мирных собраний, свободные выборы, свободные СМИ и независимые суды фундаментально важны для социалистического общества».
На выборах 2013 года за «Красных» проголосовал 30 751 человек (1,1 %). На следующих парламентских выборах 2017 года партия выступила гораздо успешнее — 70 522 голоса и сумела провести одного депутата в парламент.
На выборах 2021 года партия выступила ещё успешнее — 135 574 голоса (в 4,5 раза больше, чем за 8 лет до этого), что позволило провести в парламент сразу восемь депутатов, шесть из которых моложе 40 лет. Лидером фракции «Красных» стал лидер партии Бьёрнар Мокснес.
24 июля 2023 года Бьёрнар Мокснес на своей странице Facebook объявил, что уходит в отставку с поста лидера партии. Причиной отставки послужил разразившийся скандал, связанный с кражей лидером партии солнечных очков от Hugo Boss стоимостью 1199 норвежских крон из бутика в одном из аэропортов Осло. 30 июня Бьёрнар Мокснес был оштрафован на 3000 крон за кражу.
Должность лидера партии «Красных» займёт Мари Сневе Мартинуссен, с 3 июля временно заменявшая Бьёрнара Мокснеса, ушедшего на больничный.

## Издания
Близким к партии изданием является газета Klassekampen. Она начала издаваться в 1969 году активистами маоистского движения, составившими затем костяк РКП(м-л) (например, Труном Эгримом). С 1973 года газета стала официальным органом партии. Начиная с 1990-х годов газета уже не ориентируется только на РКП и представляет более широкий левый спектр. Издание позиционирует себя, как «ежедневная газета левых» («venstresidas dagsavis»).
Официальными изданиями «Красных» являются газета Rødt Nytt (с норв. — «Красные новости») и журнал Rødt!.